# Frédéric Ruyant
Frédéric Ruyant, né en 1955 à Paris, est un architecte et designer français.

## Biographie
(juin 2015).
Sa formation d’architecte à l’École spéciale d’architecture, dont il sort diplômé en 1987, l’a conduit à réfléchir aux liens que pouvait entretenir le mobilier avec les notions d’espace, en ce sens, à la fin des années 1990, il inaugure en design une recherche qu’il développera sur plusieurs années. De 1988 à 1995 il exerce l'architecture au sein de diverses agences dont celle de l’architecte Gaetano Pesce à Venise. La première réalisation témoignant de son axe de travail personnel se fera grâce à une bourse du « Fiacre » avec la création d’un ensemble mobilier : « Mobilier en ligne », qui sera suivi d’une acquisition par le FNAC (Fonds national d'art contemporain). 
La singularité du travail de Frédéric Ruyant est de rechercher l'intégration d'une complexité dans des formes et lignes simples travaillant la structuration des produits et espaces avec un subtil mélange de rigueur et de liberté; plus qu'une recherche formelle de modularité c'est une sensibilité plus profonde et une attention à la transfiguration de la dimension ordinaire qui guide sa démarche. Cette recherche trouvera son expression dans plusieurs projets: une assise composable et infinie présentée à la galerie Peyroulet, la réalisation des mobiliers pour le FRAC Île-de-France « le Plateau », une invitation à une Carte Blanche du VIA (valorisation de l’innovation dans l'ameublement) autour d’une réflexion globale sur de nouveaux modes « d’habiter », une première commande de bureaux et rangements continus et associés pour le « Mobilier National ».
Parallèlement, il réalise à Vallauris une série de pièces en céramique dans le cadre d’une opération initiée par le ministère de la culture et intitulée « Designers à Vallauris », ces objets font partie des collections permanentes du musée Magnelli Vallauris et ont été acquises par le FNAC), il signe un timbre pour La Poste et réalise des trousses d’urgence pour la Croix Rouge.
Il publie en 2005 l'ouvrage urban Oasis qui ouvre de nouvelles perspectives pour la ville dans un dialogue avec le design. Dans cet esprit, le Centre national d'art et de culture Georges-Pompidou l’invite à créer en 2010 une installation spécifique dont le propos est participatif avec le public, il crée pour une des biennales de design de Saint-Étienne un parcours urbain fait d’une série d’interventions. Il réalise avec Monique Frydman un mobilier triptyque en tapisserie de Beauvais, il obtient une commande de tapis pour la Manufacture des Gobelins et conçoit un bureau pour le Mobilier National ainsi que des pièces en céramique pour la Manufacture de Sèvres.
Frédéric Ruyant développe des idées, des projets et des réalisations en matière de design depuis 1996. Son travail est présent dans plusieurs collections publiques telles que le FNAC (Fonds national d'art contemporain), le VIA (Valorisation de l'Innovation dans l'ameublement). Il est représenté par la Tools Galerie. Il est également designer auprès d’éditeurs comme Ligne Roset, Coffea, Baccarat, Cinna, ENO, Toulemonde Bochart, OZZ galerie, Sentou - Ainsi qu’auprès des institutions - La Poste, Ministère de la Culture, Mobilier national, Manufacture nationale de Sèvres, Manufacture des Gobelins.
Il est aussi designer auprès des marques - L'Oréal, Thuasne, Procter & Gamble, LVMH, la Croix-Rouge, Jean Paul Gaultier, Moët & Chandon, Lancaster, Galeries Lafayette, Diesel, Maison Martin Margiela. Il conçoit des espaces privés et publics, aménagement, scénographies. Il intervient dans l’espace urbain, installations et interventions.
Les expositions jalonnent son parcours : Centre national d'art et de culture Georges-Pompidou, Galerie des Gobelins, cité nationale de la céramique Sèvres, Moma de New York, CAPC Arc en Rêve de Bordeaux, Grand Hornu en Belgique, Séoul, Milan.
Il est chevalier de l'ordre national du Mérite.

## Principales réalisations
- Cavern Stones (2014), manufacture de Sèvres, Sèvres.
- Création d’une gamme de produits dérivés pour la Croix Rouge Française, 2014.
- Création de mobilier pour le groupe Cinna/Roset, 1998…2014.
- Création de tapis pour Toulemonde Bochart, 2008…2014.
- Création d’un tapis pour la manufacture des Gobelins, 2009 / 2014.
- Création d’une gamme de mobilier de bureau, Macé, Paris, 2011.
- Fenêtre sur Cour (2011) paroi mobile en triptyque, Mobilier National, manufacture de Beauvais. Paris.
- Création de vases pour Marianne Guedin, 2010.
- Création de collections d’objets pour ENO, 2008…2011.
- Création de mobilier ministériel, Mobilier National, 2007, 2011
- Blooby (2007) Création d’une collection (Vases) pour Montgolfier.
- Nouvelle identité graphique pour la communication internationale Biotherm, 2006.
- Création d’un tatouage pour la biennale de Design de Saint-Étienne, 2006
- Création d'objets pour Baccarat,2005-2006.
- Développement d’une PLV et d’objets merchandising pour Thuasne, 2005.
- Création d’objet art de la table (hôtels Costes), 2005.
- Développement de projets au CIRVA (centre de recherche sur le verre). 2004.
- Création d’objets merchandising pour les champagnes Moët et Chandon, 2004, 2005.
- Création pour Artcodif/ galeries Lafayette d’objets (shopping bag, accessoires du quotidien), 2004.
- Objets art de la Table (édition Sentou), 2004.
- Création d’impressions textiles pour les Parfums Jennifer Lopez (Coty-Lancaster), 2004.
- Création pour Laser (Galeries Lafayette) d’objets en céramique, 2003.
- Neos (2003), création d’une collection (vases et soliflores) pour Montgolfier, référencement Maxalto, .
- Création de deux timbres pour le centenaire du tour de France cycliste, La Poste, juillet 2003.
- Mister UK (2003), Porte manteaux, édition Happy Home, Paris.
- Mobil.Home (2003), carte blanche du VIA, Paris.
- Conception graphique d’une moquette pour Tarkett Sommer, 2002.
- Dining Suite (2002), édition Sentou, Paris.
- Ensemble de mobilier, Centre d’Art Contemporain le Plateau, FRAC, Paris, 2002.
- Céramiques. Invitation de la ville de Vallauris et de la Délégation aux Arts Plastiques (Ministère de la Culture).édition Sentou et Galerie Peyroulet, Paris 2002.
- Trousses de premiers soins (2001), la Croix-Rouge Française.
- Running Sofab (2001), Salon du Meuble, édition Galerie Peyroulet, Paris 2001.
- Mobilier en Ligne/Ligne de Mobilier, bourse de recherche du ministère de la culture, 2000.
- Gamme de mobilier destinée au catalogue Camif, 1999.
- Chaises et Canapés show room « pleats please », Issey Miyaké, Paris 1998.
- Lampe Eclipse, AFL contemporain (Prix Lumière, 1996).
- Création de mobilier, Institut Carita, Paris 1996.

## Prix et distinctions honorifiques
- Carte Blanche[16] VIA (2003).
- Produits labellisés VIA (1999).
- Fonds d’incitation à la création, Ministère de la culture (1999).
- Prix Lumière d’Argent (1996).

## Expositions
- Exposition Paris Art Design, des pièces « Caverns stones », Manufacture de Sèvres,  Grand Palais, Paris 2014
- Exposition de la pièce paroi mobile « Fenêtre sur cour », galerie de Beauvais, 2014.
- Exposition « Jardin Jardins », projet  « Météores » jardin des Tuileries, Paris 2012.
- Exposition personnelle « Domaine de Chevetogne », projet « Météores » Belgique 2012.
- Exposition « Décor et Installations », mobilier tapisserie « Fenêtre sur cour », galerie des Gobelins,  Paris 2011/21012.
- Exposition personnelle « Fracture », Tools galerie, Paris 2011.
- Exposition « Jardin Jardins », projet  « Canopée » jardin des Tuileries, Paris 2011.
- Exposition « VIA 30 A » projet carte blanche, Centre national d'art et de culture Georges-Pompidou, Paris 2010.
- Exposition Ecolab, Biennale de Saint-Étienne 2008.
- Exposition « Urban Oasis » , Urban Naciòn, Madrid 2007.
- Exposition personnelle « Collection Woods », OZZgallery, Paris 2007.
- Exposition mobilier ministériel, galerie des Gobelins, Mobiler National Paris, 2007.
- Exposition permanente, « Mobilier en ligne » musée des Arts Décoratifs, Paris 2006.
- Exposition « Urban Oasis », espace Flat Alchimie, Paris 2006.
- Exposition personnelle « In Design Veritas » Tools Galerie, Paris 2005.
- Exposition des trousses d’urgence de la Croix-Rouge, MOMA de New-York 2005.
- Exposition Mobilier « Travailler Ranger » créé pour le Mobilier National, Paris 2004.
- Exposistion « Design en Stock », ministère de la culture, Mobiler en Ligne et objets "Designers à Vallauris", Paris 2004.
- Vases de la collection Néos, espace Grand Hornu, Belgique 2004.
- Dining Suite présentée au carrefour de la création, Centre national d'art et de culture Georges-Pompidou 2003.
- Villa Noailles, Designers à Vallauris, Hyères 2003.
- Exposition de Mobilier en Ligne/Ligne de Mobilier, Séoul, et  Saint-Étienne, exposition « Moins et Plus » du Fonds National   d’Art Contemporain, Paris 2002.
- Exposition de la collection de céramiques ("Designers à Vallauris"), Tokyo 2002.
- Exposition personnelle à la galerie Peyroulet, Paris 2002.
- Présentation Mobilier en ligne-Ligne de Mobilier, CAPC, Arc en rêve, Bordeaux 2001.